# Mollington, Cheshire
Mollington är en ort och civil parish i Storbritannien.   Den ligger i kommunen Cheshire West and Chester i riksdelen England, i den södra delen av landet, 270 km nordväst om huvudstaden London. Mollington ligger 30 meter över havet och antalet invånare är 626.
Terrängen runt Mollington är platt. Runt Mollington är det tätbefolkat, med 266 invånare per kvadratkilometer. Närmaste större samhälle är Birkenhead, 18,9 km norr om Mollington. Runt Mollington är det i huvudsak tätbebyggt.